# Déjà Vu (film)
Déjà Vu, česky Vzpomínky, je vědeckofantastický detektivní romantický thriller, který režíroval Tony Scott a produkoval Jerry Bruckheimer. Hlavní roli hraje Denzel Washington. Film byl v USA uveden 22. listopadu 2006, premiéra v České republice proběhla 28. prosince 2006.

## Příběh
Douglas Carlin, agent neworleanské pobočky ATF (federálního Úřadu pro alkohol, tabák, zbraně a výbušniny), je přidělen k vyšetřování exploze přívozu, který přepravoval námořníky z lodi USS Nimitz a jejich rodiny na oslavu. Záhy zjistí, že tragédie s 543 oběťmi byl předem připravený teroristický útok. Již hodinu před výbuchem je z vody vytaženo tělo mladé ženy, které je ohořelé a nese stopy stejného typu výbušniny. Podrobným ohledáním se zjistí, že byla zavražděna, před smrtí jí byly odstraněny koncové části prstů, byla spoutána a měla zalepená ústa páskou. Zemřelá je posléze identifikována jako Claire Kucheverová.
Agent Carlin je přizván do zvláštního týmu FBI, který pomocí prototypu zařízení využívajícího červí díru je schopen sledovat události, k nimž došlo před čtyřmi dny a šesti hodinami. Agent Carlin se domnívá, že Claire byla nějakým způsobem využita pachatelem útoku a přesvědčí sledovací tým, aby zařízení zaměřil právě na její osobu. V průběhu sledování se agent Carlin postupně zamiluje do ženy, jejíž poslední dny zpětně vidí. Sledovací tým se pokusí zabránit útoku tím, že agentovi Carlinovi pošle do minulosti list papíru s anonymním oznámením o chystaném útoku. Papír v kanceláři najde Carlinův kolega Minuti, který rozhodne informace ihned ověřit, při zatýkání ho však pachatel budoucího teroristického útoku zastřelí. Tento pokus o změnu minulosti vyústí také v to, že si terorista musí opatřit nový automobil pro umístění výbušniny. Odpoví na inzerát právě Claire, která vhodný automobil nabízí k prodeji. Pomocí sledování tým zjistí identitu teroristy, který je následně zatčen.
Agent Carlin se však s takovým výsledkem nemůže smířit a chce jak zabránit celému teroristickému útoku, tak zachránit život Claire. Přesvědčí jednoho z vědců v týmu FBI, aby ho pomocí zařízení poslal do minulosti, ačkoliv tím riskuje vlastní život. Přenos se podaří a Carlin nejdříve zachrání ženu, do které se zamiloval, a následně se jim společně na poslední chvíli podaří s vozidlem naloženým výbušninou sjet s přívozu do zálivu. Z vody se ale dostane jenom Claire a Carlinovo já z budoucnosti zahyne. Film končí romantickou scénou, kdy otřesená Claire čeká v přístavu přívozu na výslech, který přijíždí provést agent Carlin (z nově vytvořené reality, která vznikla po zmaření teroristického činu).

## Obsazení
| Denzel Washington | agent Douglas Carlin |
| Paula Patton      | Claire Kuchever      |
| Adam Goldberg     | Alexander Denny      |
| Bruce Greenwood   | Jack McCready        |
| Val Kilmer        | agent Paul Pryzwarra |
| Matt Craven       | agent Larry Minuti   |
| James Caviezel    | Carroll Oerstadt     |